# Marie Hrachová
Marie Hrachová (* 12. listopadu 1963 Ostrava) je česká sportovkyně, dlouholetá úspěšná československá a česká reprezentantka ve stolním tenisu. Od ledna 2004 do jara roku 2008 působila jako trenérka české ženské reprezentace. Jedná se o nejúspěšnější českou a československou stolní tenistku za posledních bezmála 30 let. V roce 2014 byla uvedena do Síně slávy českého stolního tenisu a v roce 2015 do Síně slávy evropského stolního tenisu.
V současné době[kdy?] působí coby trénující hráčka a hrající trenérka v jedné osobě ve sportovním oddíle SK Frýdlant nad Ostravicí.

## Sportovní úspěchy
Marie Hrachová reprezentovala Československo dvakrát na olympijských hrách. V roce 1988 v Soulu, při premiéře stolního tenisu na olympijských hrách, skončila ve dvouhře na 4. místě, když se jako jediná Evropanka probojovala do semifinále, ve čtyřhře vybojovala společně s Renatou Kasalovou 5. místo. V roce 1992 na hrách v Barceloně byla v obou soutěžích devátá.
V roce 1980 zvítězila na mistrovství Evropy juniorů ve dvouhře a smíšené čtyřhře. V roce 1984 na mistrovství Evropy v Moskvě vybojovala bronz ve dvouhře a s Nizozemkou Bettine Vriesekoopovou ve čtyřhře a s Jindřichem Panským stříbro ve smíšené čtyřhře. V roce 1985 vybojovala s Panským stříbrnou medaili na mistrovství světa. Na mistrovství Evropy 1986 v Praze skončila na 2. místě ve dvouhře a spolu s Panským ve smíšené čtyřhře vybojovala evropský titul.